# Marcus Morton
Marcus Morton (East Freetown, 19 dicembre 1784 – 6 febbraio 1864) è stato un avvocato, giurista e politico statunitense, proveniente dalla cittadina di Taunton, in Massachusetts.
Nel corso della sua carriera politica fu senatore e governatore del Massachusetts per tre volte, anche se nel 1825 il suo mandato durò pochissimo.
Marton nacque ad East Freetown in una famiglia benestante che gli permise di laurearsi alla Brown University nel 1804. Successivamente si trasferì ad Litchfield (Connecticut), dove fu assistente di un docente universitario di legge; nel 1807 traslocò a Taunton, dove aprì un suo studio ed iniziò ad esercitare la professione di avvocato. Ricevette numerose onorificenze dall'università in cui aveva studiato in gioventù e nel 1840 ottenne la laurea honoris causa dalla Harvard University.
Sostenitore del Partito Democratico-Repubblicano, dopo aver lavorato presso il Senato dello stato in cui viveva nel 1816 venne eletto senatore nel Congresso Statunitense e terminò il suo mandato nel 1821: un anno prima infatti aveva provato la rielezione ma era stato sconfitto da un altro candidato.
Ricevette comunque numerosi incarichi nel Massachusetts e nel 1823 entrò nel Consiglio Esecutivo di tale stato. L'attività giuridica aumentò il suo carisma e dopo l'improvvisa morte del governatore William Eustis (1825) i delegati del congresso lo scelsero come presidente ad interim: l'amministrazione Norton durò comunque pochissimo ed evitò di fare scelte ideologicamente troppo schierate, in quanto egli era un presidente di garanzia e non poteva inimicarsi nessuna forza politica.
Dopo essersi dimesso da ogni incarico istituzionale Morton divenne giudice associato della Corte Suprema, dove rimase fino al 1840, anno in cui fu il candidato del Partito Democratico nella corsa verso il governo del Massachusetts: curiosamente, Morton vinse la tornata elettorale per un solo voto, sconfiggendo il candidato repubblicano con 51.034 preferenze contro le 51.033 del rivale: la fragile maggioranza fu comunque la causa principale della breve durata del suo gabinetto, che decadde dall'incarico appena un anno dopo la sua formazione.
Al termine della legislatura di John Davis (1833) Morton si ricandidò di nuovo ma anche in questa occasione ebbe il sostegno di una maggioranza troppo ridotta per formare un governo stabile e per la seconda volta Morton fu costretto alle dimissioni dopo solo un anno: un po' amareggiato da questa situazione, egli preferì ritirarsi a vita privata.
Morton morì nella propria abitazione nel 1864 a causa di un infarto che lo colse nel sonno e le sue ceneri vennero traslate nel cimitero "Mount Pleasant", ubicato nella località in cui soggiornava. La sua ex dimora venne trasformata in ospedale ma il figlio Marcus Morton Jr., anch'egli giurista, preferì trasportarla a Newport, in Rhode Island.